# Slaget vid Wittstock
Slaget vid Wittstock utkämpades den 24 september 1636 (enligt juliansk tideräkning) eller 4 oktober 1636 (enligt gregoriansk tideräkning) mellan Johan Banérs och Alexander Leslies arméer och en allians av de kejserliga trupperna och den sachsiska armén. 
Slaget stod strax söder om staden Wittstock i Mark Brandenburg, omkring 80 km nordväst om Berlin.

## Upptakt
Efter protestanternas nederlag i slaget vid Nördlingen 1634 var den svenska arméns närvaro i Tyskland hotad. Den tidigare bundsförvanten Georg I av Sachsen bröt med Sverige och ingick förbund med den katolske kejsaren. Även Danmark sällade sig till de krafter som försökte minska Sveriges inflytande i Tyskland. 
Den 12 september 1636 bröt den svenska armén upp från sitt läger i Parchim 80 km söder om Rostock. De följande dagarna präglades av ständiga marscher och kontramarscher för att positionera de egna styrkorna i ett så fördelaktigt läge som möjligt gentemot de katolska.

## Slaget
Den svenska armén bestod av 16.000 stridande soldater, varav en tredjedel var svenskar eller finnar, medan resten utgjordes av tyskar, skottar och engelsmän. Johan Banér, som förde befälet över den svenska armén, var en av sin tids största militära befälhavare. Han ledde själv den högra flygeln med hjälp av Lennart Torstenson. 
Som chef över den vänstra flygeln sattes generallöjtnant James King, som till sin hjälp hade Torsten Stålhandske. 
Den svenska centern anfördes av den skotske fältmarskalken Alexander Leslie.
Inom den katolska och sachsiska armén kunde man inte enas om en gemensam befälhavare utan deras styrkor leddes av Hatzfeldt på högerflygeln, italienaren Marazzino i centern och Johan Georg I som, som vanligt, ledde sina egna sachsiska styrkor på vänsterflygeln. 
Den svenska högerflygeln gjorde en manöver och drog sina styrkor österut, och katolikerna tvingades förfölja dem och därigenom ge upp sina goda positioner. Den svenska vänsterflygeln lämnade slagfältet och den svenska centern (infanteriet) anföll fiendens center. Den svenska vänsterflygeln anföll i skymningen katolikernas center och krossade den. 
Slaget vid Wittstock var en av Leslie och Banérs största segrar. Det var dock en dyrköpt seger med stora förluster särskilt bland de svenska och finska förbanden. Banér själv ansåg
"auch weren wegen der grosen force des feindes in eine gentzliche disorder gekommen,
wan nicht der Feltmarschalch Lessle mit 5 brigaden zu fuss, die er in der battaglia
bey sich gehabt, unss eben zu rechter zeit secundiret undt 4 brigaden von des feindes
infanteria, die sich allbereit auch auf unss gewendet, undt unss in die fl ancke gehen
wollen mit menlichen angriff poussiret undt von unss abgekeret, das wir etzlichermassen
zu respiration kommen können"

Han såg också att slaget så när hade förlorats på grund av kommendören av reserven, Hans Vitzthum von Eckstädts, uppträdande. Vitzthum von Eckstädt hade ryckt fram med reserven mycket långsamt, trots Banérs tydliga order om omedelbart understöd.

## Museer och minnesmärken
I Wittstock söder om stadens järnvägsstation finns en minnessten, Schwedenstein, som placerats på den plats där Johan Banér enligt den lokala traditionen lät hålla tacksägelsegudstjänsten efter slaget. I Wittstock finns även Museum des Dreissigjährigen Krieges, (Museet för trettioåriga kriget), som är inrymt i Wittstocks biskopsborg och har en utställning om slaget. Under 2012 anordnade det arkeologiska museet i Brandenburg an der Havel en temautställning om slaget.